# Întrerâuri
Întrerâuriⓘ – wieś w Rumunii, w okręgu Marmarosz, w gminie Coaș. W 2011 roku liczyła 90 mieszkańców.